# جاي ريتشارد تشيس
جاي ريتشارد تشيس (بالإنجليزية: J. Richard Chase)‏ هو مؤرخ أمريكي، ولد في 1930، وتوفي في 2010.